# 草刈親明
草刈親明（日语：／ Kusakari Shinmei，1856年8月—1904年2月6日）是日本明治时期的政治家、律师，曾任众议院议员、群马县知事。

## 经历
草刈親明生于陆奥国宫城郡仙台。1877年毕业于仙台师范学校。
1894年3月，代表自由党参选第3屆眾議院議員總選舉，当选宫城县第一区议员，后于第4屆總選舉中成功连任。
1898年7月任群马县知事。由于独断宣布重新设立公娼，遭受重大非议，因此于同年12月22日被追究责任后辞去知事职务。后转行为律师。

## 脚注
1. ↑  『議会制度百年史 - 衆議院議員名鑑』225頁。
2. 1 2  『新編日本の歴代知事』286頁。
3. 1 2  『議会制度百年史 - 衆議院議員名鑑』225頁。
4. ↑  『官報』（第4621号、明治31年11月24日）では「依願免本官」。